# Bambin Gesù

Die Fassade von Ferdinando Fuga

Bambin Gesù, in Rom auch Gesù Bambino all’Esquilino genannt, ist eine Kirche in Rom. Sie wurde in der ersten Hälfte des 18. Jahrhunderts errichtet und ist Klosterkirche der Congregazione delle Suore Oblate del Bambino Gesù,  einer Oblatinnenkongregation nach augustinischer Regel.

## Lage
Die Kirche liegt im I. römischen Rione Monti etwa 500 Meter südlich der Piazza della Repubblica, schräg gegenüber der Kirche Santa Pudenziana. Das Klostergebäude selbst liegt mit seiner Eingangsseite fast unmittelbar am Vorplatz von Santa Maria Maggiore. Den italienischen Beinamen hat sie von ihrer Lage am Nordwesthang des Esquilin. Geweiht ist die Kirche dem Jesuskind, von italienisch Bambino: „Kind“.

## Geschichte und Baugeschichte
Ein früher hier liegendes Mädchenkonvikt wurde 1662 eingerichtet. Die Kirche selbst entstand auf Veranlassung Papst Clemens XII., die ersten Pläne stammen von Carlo Buratti, genannt wird auch Carlo Orlandi. Baubeginn war 1731, Buratti konnte die Kirche nur teilweise errichten. Nach der Übernahme der Bauleitung entstanden die Pläne für die Fassade und die Ausstattung von Ferdinando Fuga. Die Kirche wurde 1736 fertiggestellt und geweiht. Eine Seitenkapelle wurde im 19. Jahrhundert hinzugefügt.

## Fassade
Die Fassade ist eingeschossig und einachsig ausgeführt. Das mit einem Segmentbogen überfangene Portal wird beiderseits von einmal gestuften kolossalen Pilastern nach Kompositordnung eingefasst. Die Seitenflächen zur Abgrenzung gegen die weitere Bebauung werden ebenfalls von solchen Pilastern als Rücklage gebildet. Über dem Portal durchbricht ein leicht rundbogig gearbeitetes Fenster die Wand, oberhalb von ihm ist ein Wappenfeld mit Festonverzierung eingefügt. Es war beabsichtigt, hier das Wappen Papst Clemens XII. mit seinen päpstlichen Insignien einzulassen, das wurde aber nie ausgeführt. Über dem verkröpften Architrav erhebt sich ein gesprengter Segmentgiebel. Die Sprengung enthält ein Postament mit beidseitigen, nicht ganz ausgeführten Voluten. Dieses wird selbst noch einmal von einem abermals gesprengten kleinen Dreiecksgiebel unter dem Kreuz nach oben geschlossen.

## Inneres und Ausstattung
Die Kirche ist ihrer Grundstruktur nach ein Zentralbau über einem nach einem griechischen Kreuz angelegten Grundriss, Portal- und Chorarme sind verlängert. Durch die Abschrägung der inneren Kreuzecken entsteht ein oktogonaler Raumeindruck. Über der Vierung erhebt sich die flache Kuppel, ohne Tambour oder Laterne, sie wird von acht Kreisluken durchbrochen. Die Kreuzarme des Baus werden von Tonnengewölben gedeckt, nur die Decke des Chores ist abweichend davon leicht eingewölbt.
Die Innenausstattung folgt der äußeren Gestaltung, gestuft gestellte Pilaster nach kompositer Ordnung gliedern die Kirche. In den Schrägseiten befinden sich oberhalb der Türen kleine Oratorien hinter den Balustraden. 
Die Pendentifs der Kuppel sind mit Engelsfiguren freskiert, es sind recht moderne Arbeiten, die bei der Restaurierung der Kirche 1882 entstanden.
Im mit Blickrichtung zum Hochaltar rechten Kreuzarm wurde das Altarretabel von Domenico Maria Muratori im 18. Jahrhundert geschaffen. Es zeigt eine Darstellung des heiligen Augustinus. Im gegenüberliegenden linken Kreuzarm ist der heilige Andrea Corsini dargestellt, eine Arbeit von Jacobo Zoboli, ebenfalls aus dem 18. Jahrhundert.
Die Wölbung des Chores enthält ein Fresko, dargestellt das Christkind, wie die Engel der Pendentifs 1882 gefertigt. 
Der Hochaltar selbst wird von kannelierten Pilastern unter einem gesprengten Dreiecksgiebel eingerahmt und damit mit der Architektur der Kirche selbst verbunden. Das Altarblatt dahinter ist noch eine Ebene tiefer gestellt. Es wird von vergoldetem Stuckwerk gerahmt und zeigt die Geburt Christi, eine Arbeit von Filippo Evangelisti.
Die Seitenkapelle errichtete Virginio Vespignani im Jahr 1856. Auch sie ist ein Zentralbau über einem griechischen Kreuz als Grundriss mit einer flachen Kuppel. Ausgestattet ist sie dem Geschmack der Zeit folgend im Stil der Neorenaissance. Die vier Statuen stellen die Evangelisten dar. Die beiden groß dimensionierten Ölgemälde, sie stellen die Geißelung Christi und den Judaskuss dar, sind Arbeiten von Francesco Grandi aus den Jahren 1855 und 1856.